# Murat-le-Quaire
 Murat-le-Quaire  là một xã ở tỉnh Puy-de-Dôme trong vùng Auvergne-Rhône-Alpes miền trung nước Pháp. Xã này nằm ở khu vực có độ cao trung bình 1050 mét trên mực nước biển.